# Jacob Rathe
Jacob Rathe (n. 13 de março de 1991 em Portland, Oregon), é um ciclista estadounidense profissional.
Estreiou como profissional em 2010, nas fileiras da equipa Jelly Belly presented by Kenda. Em 2011 foi contratado pela equipa filial sub-23 da Garmin, a Chipotle Development Team. Destacou-se essa temporada com dois triunfos de etapa, uma em Rotas de América (Uruguai) e outra na Volta a Portugal.
Ademais obteve postos de honra ao ser terceiro na Paris-Roubaix sub-23, a mesma localização na carreira em estrada sub-23 do Campeonato Panamericano de Ciclismo e também foi vice campeão de estrada dos Estados Unidos na mesma categoria.
Em 2012 deu o salto à principal equipa da estrutura, fazendo a sua estreia numa equipa Pro Tour.

## Palmarés
2011
- 1 etapa de Rotas de América
- 1 etapa da Volta a Portugal

2017
- Tour de Xingtái, mais 1 etapa[1]

2018
- 3º no Campeonato dos Estados Unidos em Estrada